# Pero inviolata
Pero inviolata là một loài bướm đêm trong họ Geometridae.